# Benoît Potterie
Benoît Potterie, né le 23 juillet 1967 à Calais (France), est un homme politique et chef d'entreprise français.

## Biographie
Il commence des études de mathématiques à l'université pour ensuite entrer à l’École d’Optique et de Lunetterie de Lille (EOL) et obtenir un BTS Opticien Lunetier en 1989 (à 22 ans). Il obtient par la suite un diplôme d'état d’audio-prothèsiste à la faculté de médecine de Nancy puis s'installe comme opticien à Saint-Omer. Il détient en 2017 huit magasins dans la région des Hauts-de-France.
Membre de La République en marche, il est élu député de la 8e circonscription du Pas-de-Calais avec 56,79 % des voix face à Karine Haverlant (FN) au second tour des élections législatives 2017.
En août 2018, il cosigne, avec une vingtaine de députés LREM, une tribune dans Le Journal du dimanche qui appelle à « aller plus loin » dans les possibilités d'ouverture dominicale des commerces, en vue de l'examen du projet de loi Pacte.
En juillet 2019, il vote contre la ratification de l'Accord économique et commercial global, dit CETA. Il déclare à ce sujet : « On a une agriculture qui connaît des difficultés, on ne peut pas exiger des nos agriculteurs de faire des produits de qualité et importer des produits qui ne respectent pas ces exigences ».
Il rejoint le groupe Agir ensemble en septembre 2020.
Candidat à sa réélection en 2022 avec l'étiquette Ensemble de soutien à Emmanuel Macron, il termine troisième du premier tour et est donc éliminé à l'issue de celui-ci. Il annonce après ce résultat arrêter la politique.
Après l'annulation, le 2 décembre suivant, des scrutins de 2022 par le Conseil constitutionnel, il se porte à nouveau candidat à l'élection partielle se tenant dans la 8e circonscription les 22 et 29 janvier 2023 et rejoint le parti Horizons. Il est éliminé dès le premier tour et déclare qu'il votera pour son adversaire socialiste Bertrand Petit pour faire barrage au candidat du Rassemblement National.
Il est propriétaire, en 2024, de quinze magasins d’optique et d’audition, qu'il gère depuis la perte de son mandat de député en 2022.